# Sallys söner
Sallys söner är en roman av Moa Martinson som utkom 1934. Det är en fortsättning på romanen Kvinnor och äppelträd. I denna roman är det främst Sally och hennes söner som står i centrum för romanens handling.  

## Personer
- Sally Ek
- Bonden i Vide
- Ellen Olsson
- Bernhard Olsson
- Bruno Ek – Sallys son, bor i Paris
- Gunnar Ek – Sallys son
- Edit Ek – Sallys dotter
- Anna Svensson – Sallys  mor
- Hilda – Jungfru hos Sally och videbonden
- Inspektor Alberg "Agronomen" – godsägare
- Emilia Stav "Lintan" – Utvecklingsstörd flicka som Gunnar gör gravid